# Franz Anton Leopold Pontz
Franz Anton Leopold Pontz Freiherr von Engelshofen (* 26. Dezember 1692 in Wien; † 2. Februar 1761 in Wien) war Generalfeldwachtmeister (1734), Feldmarschallleutnant (1741) und Feldzeugmeister (1754) der Kaiserlichen Armee und Kommandierender General des Temescher Banats (1740–1757).

## Leben und Wirken
Sein Vater Johann Sigismund Pontz war Apotheker, seine Mutter Rosina eine geborene Gymnich.
Franz Anton Leopold Pontz kam 1717 während des Venezianisch-Österreichischen Türkenkriegs (1714–1718) ins Banat, wo er 1720 zum Hauptmann ernannt wurde. Ab 1727 war er erst Oberstleutnant, dann Kommandant von Pantschowa. 1731 erfolgte seine Erhebung in den erbländisch-österreichischen Freiherrenstand. Nach dem Tod von Johann Sprung im Jahr 1733 wurde er Festungskommandant von Temeswar. Gleichzeitig war er Stellvertreter des Gouverneurs des Temescher Banats Claudius Florimund Mercy. 1737 rückte Pontz von Engelshofen zum Feldheer ein, wurde im Oktober desselben Jahres Kommandant von Orschowa und dann von Esseg. 1738 wurde er Mitglied im Wiener Hofkriegsrat. 1749 war Pontz Inhaber des slawonisch-syrmischen Husarenregiments und 1754 Feldzeugmeister.
1740 wurde Pontz zum Kommandierenden General des Temescher Banats ernannt. Diese Funktion hatte er bis zu seinem Umzug nach Wien 1757 inne. Als Gouverneur des Banats setzte er die Besiedlung des Temescher Banats fort. In dieser Zeit (1744) errichtete er die Banater Landmiliz. Er siedelte die ersten Italiener im Banat an. Auf diese Weise besiedelte er die Caran-Puszta und gründete den Ort Mercydorf, der nach dem Banater Gouverneur Claudius Florimund Mercy benannt wurde.
1751 führte die Kaiserin Maria Theresia die zivile Verwaltung im Temescher Banat ein. Pontz leitete die zivile Landesadministration von 1751 bis 1753, als er durch Francesco de Paula Ramond Villana-Perlas de Rialpo abgelöst wurde.
Während seiner Präsidentschaft trieb Pontz den, von Mercy begonnenen, Temeswarer Festungsbau voran, ermöglichte den Bau des Bürgerspitals, das erste städtische Krankenhaus Temeswars, führte den Bau des römisch-katholischen Doms, dessen Grundsteinlegung 1732 während der Präsidentschaft von Johann Andreas Graf von Hamilton stattfand, fort und war am Wiederaufbau der dem Verfall überlassenen Thermalbäder von Herkulesbad beteiligt.
Pontz zog 1757 nach Wien, wo er Stadtkommandant der Erzherzogtümer Österreich ob der Enns und Österreich unter der Enns wurde. In Wien hatte er ein Haus in der Wollzeile und eines in der Alservorstadt.